# Evan Mobley
Evan Mobley (San Diego, 18 giugno 2001) è un cestista statunitense, impegnato con i Cleveland Cavaliers nella NBA.

## Inizi e high school
Mobley, insieme al fratello Isaiah, inizia a giocare a basket sin da piccolo, sotto la guida del padre, Eric, un ex giocatore di basket. Inizialmente riluttante a giocare a basket, inizia a interessarsi di più allo sport in terza media, quando raggiunge i 195 cm di altezza. Mobley gioca a basket alla high school come matricola alla Rancho Christian School di Temecula, in California. Nei suoi primi tre anni è compagno di squadra di Isaiah, una recluta a cinque stelle nella classe 2019. Da junior, Mobley tiene una media di 19,2 punti, 10,4 rimbalzi e 4,7 stoppate a partita. Viene nominato California Gatorade Player of the Year e The Press-Enterprise Player of the Year. Nella sua stagione da senior, Mobley tiene una media di 20,5 punti, 12,2 rimbalzi, 5,2 stoppate e 4,6 assist a partita, portando Rancho Christian a un record di 22-8. Si ripete come California Gatorade Player of the Year, unendosi a Jrue Holiday come gli unici giocatori ad aver vinto il premio due volte. Mobley viene poi nominato Morgan Wootten National Player of the Year, venendo inoltre selezionato per giocare al McDonald's All-American Game, al Jordan Brand Classic e al Nike Hoop Summit, non disputatisi a causa della pandemia di coronavirus.

## College

### USC (2020-2021)
Considerato un prospetto a 5 stelle e uno dei tre migliori giocatori della sua classe dai principali siti specializzati, Mobley accetta il 5 agosto 2019 l'offerta dell'Università della California del Sud, declinando, tra le altre, quelle di UCLA e dell'Università del Washington. Mobley diventa il giocatore con il ranking migliore ad aver mai scelto USC.
Nel suo debutto con USC realizza 21 punti e nove rimbalzi, conducendo i suoi alla vittoria per 95-87 ai supplementari contro la California Baptist. Mobley disputa un'ottima stagione regolare, chiusa con le medie di 16,1 punti, 8,6 rimbalzi, 2,1 assist e 2,9 stoppate con il 58,2% dal campo, venendo nominato freshman, giocatore (quarto di sempre a riuscirci da freshman dopo Deandre Ayton, Kevin Love e Shareef Abdur-Rahim) e difensore dell'anno (secondo di sempre a riuscirci da freshman, dopo Gary Payton) nella Pac-12, primo giocatore di sempre a riuscirci nella conference (e solamente il secondo tra le migliori conference, dopo Anthony Davis nel 2012). Viene anche incluso nel secondo quintetto All-America dall'Associated Press. Mobley trascina USC fino alla semifinale del torneo della Pac-12, dove, nonostante i 26 punti e le 5 stoppate di Mobley, i Trojans vengono sconfitti da Colorado.
Nel torneo NCAA USC, trascinata dalle prestazioni di Mobley, avanza fino alle Elite 8, dove, nonostante i 17 punti del centro, viene eliminata dalla favorita Gonzaga.
Il 16 aprile Mobley si rende eleggibile per il Draft NBA 2021.

## NBA

### Cleveland Cavaliers (2021-)
Senza alcuna sorpresa, il 29 luglio 2021 viene selezionato con la terza scelta assoluta dai Cleveland Cavaliers. Il 3 agosto 2021 Mobley ha firmato con i Cavs. L'8 agosto 2021, ha fatto il suo debutto in Summer League perdendo 84-76 contro gli Houston Rockets, dove ha segnato 12 punti, cinque rimbalzi e tre stoppate in 28 minuti. Il 20 ottobre, Mobley compie il suo debutto in NBA, mettendo a segno 17 punti, nove rimbalzi e sei assist in una sconfitta per 132-121 contro i Memphis Grizzlies. Mobley viene quindi NBA Eastern Rookie of the Month per le partite giocate in ottobre/novembre. L'8 dicembre, Mobley diventa il primo rookie dei Cavs da LeBron James nel marzo 2004 a registrare 5 stoppate in una partita NBA. Le sue prestazioni gli permettono di essere selezionato per il Rising Stars Challenge e per lo Skills Challenge, che il suo team vince.

## Statistiche

### NCAA
| Anno      | Squadra     | PG | PT | MP   | TC%  | 3P%  | TL%  | RP  | AP  | PRP | SP  | PP   |
| --------- | ----------- | -- | -- | ---- | ---- | ---- | ---- | --- | --- | --- | --- | ---- |
| 2020-2021 | USC Trojans | 17 | 17 | 33,9 | 58,0 | 30,4 | 72,4 | 9,0 | 1,9 | 0,9 | 2,9 | 16,8 |
| Carriera  | Carriera    | 17 | 17 | 33,9 | 58,0 | 30,4 | 72,4 | 9,0 | 1,9 | 0,9 | 2,9 | 16,8 |

#### Massimi in carriera
- Massimo di punti: 26 (2 volte)[16]
- Massimo di rimbalzi: 13 (4 volte)
- Massimo di assist: 7 vs Arizona (17 febbraio 2021)
- Massimo di palle rubate: 2 (7 volte)
- Massimo di stoppate: 6 (3 volte)
- Massimo di minuti giocati: 41 vs California-Riverside (21 gennaio 2021)

### NBA

#### Regular Season
| Anno      | Squadra             | PG  | PT  | MP   | TC%  | 3P%  | TL%  | RP  | AP  | PRP | SP  | PP   |
| --------- | ------------------- | --- | --- | ---- | ---- | ---- | ---- | --- | --- | --- | --- | ---- |
| 2021-2022 | Cleveland Cavaliers | 69  | 69  | 33,8 | 50,8 | 25,0 | 66,3 | 8,3 | 2,5 | 0,8 | 1,7 | 15,0 |
| 2022-2023 | Cleveland Cavaliers | 79  | 79  | 34,4 | 55,4 | 21,6 | 67,4 | 9,0 | 2,8 | 0,8 | 1,5 | 16,2 |
| 2023-2024 | Cleveland Cavaliers | 50  | 50  | 30,6 | 58,0 | 37,3 | 71,9 | 9,4 | 3,2 | 0,9 | 1,4 | 15,7 |
| 2024-2025 | Cleveland Cavaliers | 71  | 71  | 30,5 | 55,7 | 37,0 | 72,5 | 9,3 | 3,2 | 0,9 | 1,6 | 18,5 |
| Carriera  | Carriera            | 269 | 269 | 32,5 | 54,8 | 31,5 | 69,4 | 9,0 | 2,9 | 0,8 | 1,6 | 16,4 |

#### Playoffs
| Anno     | Squadra             | PG | PT | MP   | TC%  | 3P%  | TL%  | RP   | AP  | PRP | SP  | PP   |
| -------- | ------------------- | -- | -- | ---- | ---- | ---- | ---- | ---- | --- | --- | --- | ---- |
| 2023     | Cleveland Cavaliers | 5  | 5  | 37,6 | 45,8 | 0,0  | 62,5 | 10,0 | 2,0 | 0,6 | 1,2 | 9,8  |
| 2024     | Cleveland Cavaliers | 12 | 12 | 35,2 | 55,5 | 27,8 | 69,4 | 9,3  | 2,3 | 0,8 | 2,2 | 16,0 |
| 2025     | Cleveland Cavaliers | 8  | 8  | 32,1 | 58,6 | 45,2 | 84,0 | 8,1  | 1,6 | 1,1 | 1,0 | 17,1 |
| Carriera | Carriera            | 25 | 25 | 34,7 | 54,8 | 38,0 | 73,9 | 9,0  | 2,0 | 0,9 | 1,6 | 15,1 |

#### Massimi in carriera
- Massimo di punti: 38 vs Milwaukee Bucks (21 gennaio 2023)[17]
- Massimo di rimbalzi: 19 vs Atlanta Hawks (28 novembre 2023)
- Massimo di assist: 7 (2 volte)
- Massimo di palle rubate: 5 vs Indiana Pacers (8 marzo 2022)
- Massimo di stoppate: 8 vs Detroit Pistons (4 novembre 2022)
- Massimo di minuti giocati: 45 vs Charlotte Hornets (18 novembre 2022)

## Palmarès

### Nazionale
- FIBA Under-17 World Cup (2018)
- FIBA Under-19 World Cup (2019)

### Individuale

#### High school
- MaxPreps Sophomore All-America Honorable Mention (2018)
- USA Today All-California First Team (2019)
- The Press-Enterprise Player of the Year (2019)
- California Gatorade Basketball Player of the Year (2019, 2020)
- Morgan Wootten National Player of the Year (2020)
- Naismith Boys High School Midseason Team (2020)
- McDonald's All-American (2020)
- Jordan Brand Classic (2020)
- Nike Hoop Summit (2020)

#### NCAA
- Pac-12 Player of the Year (2021)
- Pac-12 Freshman of the Year (2021)
- Pac-12 Defensive Player of the Year (2021)
- All-Pac-12 First Team (2021)
- Pac-12 All-Defensive Team (2021)
- Pac-12 All-Freshman Team (2021)
- All-Pac-12 Tournament Team (2021)
- Associated Press All-America Second Team (2021)
- NCAA Tournament All-Region (2021)

#### NBA
- NBA Rising Stars Challenge: 2

2022,2025
- NBA All-Rookie First Team (2022)
- All-NBA Team: 1

Second Team: 2025
- NBA All-Defensive Team: 2

First Team: 2023, 2025
- NBA Defensive Player of the Year Award: 1

2025

## Record

### High school
- Uno dei due giocatori (insieme a Jrue Holiday) ad aver vinto il California Gatorade Basketball Player of the Year due volte.[5]

### NCAA
- Quarto giocatore di sempre a vincere il premio di giocatore dell'anno nella Pac-12 da freshman (dopo Deandre Ayton, Kevin Love e Shareef Abdur-Rahim).
- Secondo giocatore di sempre a vincere il premio di difensore dell'anno nella Pac-12 da freshman (dopo Gary Payton).
- Primo giocatore di sempre a vincere i premi di freshman, giocatore e difensore dell'anno nella storia della Pac-12.
- Secondo giocatore di sempre a vincere i premi di freshman, giocatore e difensore dell'anno in una delle conference maggiori (dopo Anthony Davis).